# Čepić
Čepić (en italien : Ceppich) est une localité de Croatie située en Istrie, dans la municipalité d'Oprtalj, dans le comitat d'Istrie. En 2001, la localité comptait 60 habitants.

## Démographie
| 1948 | 1953 | 1961 | 1971 | 1981 | 1991 | 2001 |
| ---- | ---- | ---- | ---- | ---- | ---- | ---- |
| 241  | 217  | 172  | 117  | 98   | 77   | 60   |